# Mytteri
Mytteri er en forbrydelse, som består i at flere i forening er ulydige mod en ledelse. Mytteri kan begås af besætningen på et skib eller af soldater i en militær enhed.
I Danmark er mytteri strafbart efter militær straffelov:
§ 12. Udviser flere i forening forsætligt ulydighed, eller bruger de magt, vold eller trussel om vold mod overordnet eller vagt, straffes de for mytteri med fængsel indtil 6 år.
Stk. 2. Under væbnet konflikt kan straffen stige til fængsel på livstid.
Strafferammen er større end for lydighedsnægtelse, fordi mytteri udgør en alvorlig trussel mod disciplinen.
Der var mytteri i Danmark i 1953, hvor soldater i Søgårdlejren protesterede mod en forlængelse af værnepligten fra 12 til 18 måneder.